# 库尔西
库尔西（義大利語：Cursi），是意大利莱切省的一个市镇。总面积8平方公里，人口4290人，人口密度536.3人/平方公里（2009年）。ISTAT代码为075025。